# Digimon - Il film
Digimon - Il film (Digimon: The Movie) è un film del 2000 diretto da Mamoru Hosoda e Shigeyasu Yamauchi.
Si tratta di un adattamento di tre diversi film giapponesi, primo lungometraggio pubblicato dei numerosi film dedicati all'universo di Digimon. Le prime due parti del film riguardano Digimon Adventure, mentre la terza è ripresa da Digimon Adventure 02. Queste storie si basano sull'universo introdotto nelle prime due stagioni delle serie televisive.
Il film negli Stati Uniti è stato distribuito dalla 20th Century Fox. La versione completa distribuita in America del Nord aveva un alto grado di montaggio, con più di quaranta minuti di scene tagliate dalle versioni giapponesi delle tre pellicole individuali per cercare di risparmiare tempo e per fare in modo che il prodotto potesse essere adatto ai bambini, benché controllati dai genitori (rating PG). Questo portò inevitabilmente a dei cambi nella trama.
È uscito in Italia il 16 marzo 2001.

## Trama

### Digimon Adventure
La prima storia si focalizza su Tai e Kari Kamiya quattro anni prima della loro avventura a Digiworld. Viene mostrato il loro primo incontro con i Digimon e quello che accadde loro (così come agli altri bambini prescelti che li avrebbero accompagnati quattro anni più tardi). Tai e Kari si svegliano una mattina e trovano un Digiuovo, che la notte prima era fuoriuscito dal loro computer, che presto si schiude, dando alla luce Botamon.
Il Digimon presto digievolve in Koromon e quindi in Agumon (non lo stesso che poi sarebbe diventato Digimon partner di Tai nella serie, anche se nella serie, in qualche modo, sia Koromon che Kari si ricordano l'uno dell'altra), che presto esce all'esterno e distrugge inavvertitamente buona parte del vicinato con Kari seduta sul suo dorso.
Quindi, improvvisamente, un secondo Digiuovo appare nel cielo per rivelare un Digimon malvagio, Parrotmon. Agumon quindi digievolve in Greymon, ma non sembra forte abbastanza per battere Parrotmon e viene messo fuori combattimento. Tai però afferra il fischietto di Kari e sveglia Greymon, che lotta nuovamente con Parrotmon, ma prima che la lotta venga vinta da uno dei due Digimon scompaiono insieme attraverso il varco, così come erano apparsi.

### Digimon Adventure: Bokura no War Game!
Circa sei mesi dopo il ritorno dei Digiprescelti da Digiworld (canonico al finale della prima stagione), Izzy Izumi scopre un virus su Internet e si accorge che un Digiuovo è stato infettato da quest'ultimo, quindi corre a casa di Tai per informare l'amico del Digimon appena nato. Tai ed Izzy usano il computer del padre di Tai e iniziano a monitorare il Digimon finché Gennai appare in trasmissione da Digiworld. Quest'ultimo comunica ai ragazzi di aver mandato Agumon e Tentomon per aiutarli a fermare il Digimon corrotto, nel frattempo divenuto un Keramon. Le due fazioni iniziano a lottare finché Keramon non digievolve in Infermon e li sconfigge.
Tai prova furiosamente a contattare ed avvisare gli altri sei Digiprescelti, ma riesce a comunicare solo con Matt Ishida e suo fratello TK Takaishi. I due ragazzi, in vacanza dai nonni, riescono a trovare un computer nel negozio di un barbiere e mandano Gabumon e Patamon sulla rete in aiuto degli amici. Infermon digievolve ancora in Diaboromon dopo che Agumon e Gabumon megadigievolvono in WarGreymon e MetalGarurumon, ma i due Digimon di livello mega vengono improvvisamente rallentati a causa dell'enorme numero di e-mail che Tai e Izzy stanno ricevendo sul loro computer. Tai, frustrato, colpisce il computer che si scollega e causa l'immediato immobilizzo e la sconfitta di WarGreymon.
Diaboromon quindi inizia a moltiplicarsi e mette a punto un timer di dieci minuti, scaduti i quali il Pentagono sarà costretto a lanciare due missili nucleari: uno diretto sul Colorado, l'altro nella zona di Odaiba, a Tokyo, dove Tai vive. WarGreymon e MetalGarurumon si svegliano e decidono di combattere Diaboromon, ma si trovano di fronte ad un milione di copie del Digimon. Ognuna di esse fa fuoco e colpisce i due Digimon finché i due non crollano, sconfitti. Tai e Matt riescono misteriosamente ad entrare nei loro computer e a parlare con i loro Digimon. WarGreymon e MetalGarurumon, risvegliati da una strana forza, DNAdigievolvono in Omnimon, che sconfigge facilmente tutti i Diaboromon tranne uno, quello vero.
Ad un minuto dalla fine del conto alla rovescia, Diaboromon risulta ancora troppo veloce affinché Omnimon lo elimini, ma Izzy inizia ad inoltrargli tantissime e-mail, rallentandolo come era successo in precedenza ai loro Digimon. All'ultimo secondo, Omnimon riesce ad eliminare Diaboromon trapassandogli la testa, disabilitando così i missili. Tuttavia il virus, ancora attivo nella rete, raggiunge un ragazzo di nome Willis ed infetta Kokomon, uno dei suoi due Digimon.
"Our War Game!" è il segmento più lungo dei tre cortometraggi presenti nel film, infatti costituisce la parte principale del film. Tutti i personaggi del primo Digimon Adventure appaiono nel segmento, anche se Mimi Tachikawa ricopre una parte cortissima poiché si trova in vacanza alle Hawaii al momento dell'incidente. Il poco importante ruolo di Mimi è stato causato, a quanto si dice, dalla riluttanza di Philece Sampler, sua doppiatrice, nel partecipare al film. Tai e Sora Takenouchi vengono inoltre dipinti come all'interno di una (travagliata) relazione, come era stato dato spesso ad intendere durante la serie TV.

### Digimon Adventure 02: Zenpen: Digimon Hurricane Jōriku!!/Kōhen: Chōzetsu Shinka!! Ōgon no Digimentals
Questa parte del film riguarda i protagonisti di Digimon Adventure 02 e fa parte del canone della seconda stagione, poiché i fatti descritti avvengono immediatamente dopo la sconfitta dell'Imperatore Digimon. Tutto inizia con TK e Kari (in visita a Mimi nella città di New York) alle prese con una foto, con cui hanno problemi. Improvvisamente Kari percepisce che qualcosa non va.
I due finiscono per incontrare Willis e Terriermon, impegnati in una battaglia contro Wendigomon, una Digievoluzione di livello campione corrotta di Kokomon (ma al quale i personaggi si riferiscono chiamandolo ancora, appunto, Kokomon), che continua a dire a Willis di "tornare indietro", finché non scompare. Willis e Terriermon iniziano a viaggiare verso il Colorado mentre Kari, su un treno con TK, invia una e-mail a Davis Motomiya per metterlo al corrente dei fatti riguardanti Willis e Kokomon.
Dopo aver preso un aereo ed un taxi, Davis, Yolei Inoue e Cody Hida finiscono per incontrare Willis in un camion, mentre Kari e TK vengono letteralmente fatti deragliare da Wendigomon. Willis prova a trovare un passaggio per Davis, Yolei e Cody fino a casa sua. Il passaggio parte senza Willis e Davis, che incontrano Wendigomon e lo affrontano con Davis, Flamedramon e Gargomon, la Digievoluzione di livello campione di Terriermon. Prima che qualcuno possa essere messo fuori combattimento, Wendigomon scompare ancora, ripetendo nuovamente il suo messaggio criptico, "torna indietro". Davis e Willis si incontrano con Yolei e Cody e apprendono che TK e Kari non li hanno ancora raggiunti.
Willis dubita del fatto che i due si presenteranno nel caso in cui Wendigomon si sia intromesso. Alla domanda sulle sue conoscenze riguardo a Wendigomon, Willis rivela che è stato lui a crearlo ma rimpiange di averlo detto e scappa via, inseguito da Davis. Willis gli racconta la storia di Wendigomon, di come venne infettato e gli rivela che è lui il responsabile, anche se involontariamente, della creazione di Diaboromon. Davis dice a Willis che ormai loro sono una squadra e che lui non deve affrontare Wendigomon da solo. Terriermon origlia la conversazione (dando la colpa alle sue "orecchie troppo grandi") e dice che lui non è "il cucciolo di Willis, ma un suo amico" e vuole stare insieme a lui in ogni passo del suo cammino.
Willis rifiuta il suo aiuto, preoccupato per la sua sicurezza, ma Terriermon gli parla e lo convince a lasciarlo andare in battaglia. A casa di Willis, Wendigomon ricompare, come tutti si aspettavano, ma digievolve Antylamon. Il Digimon riesce ad evitare agilmente tutti gli attacchi di Gargomon, Flamedramon, Halsemon e Digmon e fa di questi ultimi ciò che vuole, come se fossero delle bambole. Antylamon digievolve ancora e diventa Kerpymon.
Tuttavia, i Digiprescelti provano ancora a combattere ma non riescono ad avere la meglio, quindi Kerpymon li afferra e sta per divorarli quando Angemon ed Angewomon bloccano le sue braccia e TK e Kari finalmente si aggiungono alla battaglia. Kerpymon dedigievolve i Digimon e riporta i Digiprescelti all'infanzia, rivelando che il suo volere era che Willis "tornasse indietro" nel tempo, a prima che il virus contaminasse Kokomon.
Angewomon ed Angemon digievolvono nelle loro forme di livello mega, Magnadramon e Seraphimon (che però non appaiono mai nella seconda stagione regolare dell'anime), e creano due Digiuova d'oro per Willis e Davis. Veemon e Terriermon Golden armordigievolvono in Magnamon e Rapidmon, che si scagliano su Kerpymon. All'interno di esso, i due vedono Wendigomon che dice loro di distruggere il virus. Facendo ciò i due purificano Kerpymon, che presto muore.
Dopo aver salutato i suoi nuovi amici, Willis e Terriermon fanno ritorno a casa, trovando sorprendentemente il Digiuovo che darà di nuovo vita a Kokomon. Il film finisce con Kokomon, digievoluto ancora Wendigomon, che inizia a danzare completamente fuori tempo.

## Colonna sonora
Music from the Motion Picture Digimon: The Movie è la colonna sonora originale del film, Digimon - Il film, pubblicata il 19 settembre 2000 dalla Maverick Records.
1. M.C. Pea Pod, Paul Gordon – Digi Rap – 3:11 (Shuki Levy, Paul Gordon, Kussa Mahchi)
2. Smash Mouth – All Star – 3:20 (Gregory D. Camp)
3. Fatboy Slim – The Rockafeller Skank (short edit) – 4:02 (John Barry, Norman Cook, Terry Winford)
4. LEN – Kids in America – 3:54 (Marty Wilde, Ricky Wilde)
5. Paul Gordon – Hey Digimon – 2:31 (Levy, Gordon, Mahchi)
6. Ed Robertson – One week – 2:52 (Barenaked Ladies)
7. The Mighty Mighty Bosstones – The Impression That I Get – 3:17 (Dicky Barrett, Joe Gittleman)
8. Less Than Jake – All My Best Friends Are Metalheads – 3:13 (Chris Demakes, Vinny Fiorello, Roger Manganelli)
9. Jasan Radford – Run Around – 2:09 (Jeremy Sweet, Levy, Mahchi)
10. Summercamp – Nowhere Near – 2:21 (Tim Cullen, Sean McCue)
11. Showoff – Spill – 2:16 (Daniel Castady, David Hyde, Graham Jordan, Christopher Messer)
12. Jason Gochin – Here We Go – 2:25 (Sweet, Levy, Mahchi)
13. Paul Gordon – Digimon Theme (ghost track) – 3:00 (Gordon, Levy, Mahchi)
14. Paul Gordon – Change Into Power (ghost track) – 2:35 (Gordon, Levy, Mahchi)
15. Paul Gordon – Let's Kick It Up (ghost track) – 3:12 (Gordon, Levy, Mahchi)
16. Jasan Radford – Going Digital (ghost track) – 3:00 (Sweet, Levy, Mahchi)
17. Jasan Radford – Strange (ghost track) – 2:48 (Sweet, Levy, Mahchi)

La musica originale è stata composta da Udi Harpaz ed Amotz Plessner. Il compositore originale della serie Takanori Arisawa, non poté curare la colonna sonora del film, a causa di troppi impegni. Arisawa tornerà comunque ad occuparsi della colonna sonora delle prossime serie.

## Distribuzione

### Divieti
In America questo film era stato classificato PG, ovvero adatto ai bambini ma accompagnati dai genitori, dalla MPAA, per alcune scene giudicate troppo violente.

### Edizione italiana
Il doppiaggio del film è stato eseguito presso lo studio La BiBi.it, lo stesso dove fu doppiata la prima serie Digimon Adventure, sotto la direzione di Noemi Gifuni, con l'assistenza di Flavio Cannella e Roberta Padoan e con i dialoghi di Alessio Cigliano (voce di Agumon). La pellicola, essendo stata doppiata prima dell'arrivo della seconda serie Digimon Adventure 02 in Italia, presenta alcune differenze rispetto al cast della serie televisiva, difatti Davis Motomiya è doppiato da Flavio Aquilone anziché da Paola Majano (che qui interpreta come di consueto Matt), Yolei e Cody hanno altre voci, Veemon è interpretato da Laura Latini, Hawkmon da Giò Giò Rapattoni (che presta la voce anche a Biyomon nella sua breve apparizione) e Armadillomon da Francesco Meoni, il quale tornerà a doppiare invece Veemon nella serie regolare. L'unico personaggio appartenente alla prima serie a presentare un doppiatore differente è Gennai, qui interpretato da Carlo Reali anziché da Mario Milita.
Sono presenti anche alcune differenze nella pronuncia di alcuni nomi e tecniche nella terza parte del film, difatti le Armor Digievoluzioni vengono chiamate semplicemente Digievoluzioni, stesso discorso vale per Angemon e Angewomon che passano a livello Mega dicendo solamente "Digievolve" anziché "Mega Digievolve" come di consueto. Inoltre quando il primo utilizza l'attacco Bastone dell'Angelo (tecnica non pronunciata verbalmente a differenza di molte altre) dice Varco Soprannaturale (mossa di MagnaAngemon) e mentre diviene Seraphimon viene pronunciato erroneamente come si scrive anziché "Serafimon" che presenta la fonetica corretta in quanto in inglese le lettere "PH" quando sono vicine si leggono "F". Inoltre quando Veemon armordigievolve Flamedramon per la seconda volta pronuncia erroneamente "DemiVeemon digievolve" quando in realtà è già a livello Intermedio e non al Primo stadio. Un'altra peculiarità è il cambio di voci durante le evoluzioni dal livello Intermedio a quello Armor per Veemon e Terriermon, che cambiano doppiatore, cosa che non avveniva nella serie regolare, dove lo stesso prestava la voce in tutte le incarnazioni del Digimon. Raidramon viene pronunciato correttamente all'inglese e quindi "Reidramon" e non "Raidramon" come nella serie TV, inoltre questi viene definito "La Forza dell'Amicizia" anziché "Il Calore dell'Amicizia". Similmente quando Armadillomon diviene Digmon diventa "La Vibrazione della Potenza" e non "La Conoscenza Profonda". Infine Veemon e Terriermon quando digievolvono rispettivamente Magnamon e Rapidmon dicono "Iper Digievolve", grado inesistente nel franchise.

## Carte da gioco
Acquistando un biglietto d'ingresso nei cinema, allo spettatore veniva fornita in regalo una carta collezionabile "Digi-Battle" a edizione limitata. Esistono in totale dodici carte ottenibili in questo modo, raffiguranti i seguenti digimon: Terriermon, Lopmon, Gargomon, Endigomon, Rapidmon (armor), Antylamon, Kerpymon (antivirus), Kerpymon (virus), Magnamon, Magnadramon, Infermon e Diaboromon.